# سورنجان (فیلم)
 سورنجان یک فیلم درام اجتماعی ایرانی به کارگردانی محمدرضا رسولی و نویسندگی صحرا رمضانیان است و میلاد کی‌مرام، بهدخت ولیان، امیربهادر اورعی و مهدخت مولایی نقش‌های آن را ایفا می‌کنند. این فیلم در یازدهمین جشنوارهٔ صوفیا منار بلغارستان شرکت کرده است.

## بازیگران[۱۲]
- میلاد کی‌مرام[۱۳]
- بهدخت ولیان
- امیربهادر اورعی
- مهدخت مولایی

## داستان
سه هم دانشگاهی پس از سالها در خانه ای مرموز با هم ملاقات می‌کنند، درحالی‌که ازدواج کرده‌اند. در خانه قدیمی رازهایی برملا می‌شود…